# هيرميلو ليل
هيرميلو ليل (مواليد 21 ديسمبر 1951) هو مبارز بالسيف مكسيكي، مثّل بلاده في الألعاب الأولمبية الصيفية 1972.

## روابط رياضية
هيرميلو ليل على موقع أوليمبيديا (الإنجليزية)